# Gesichtslage

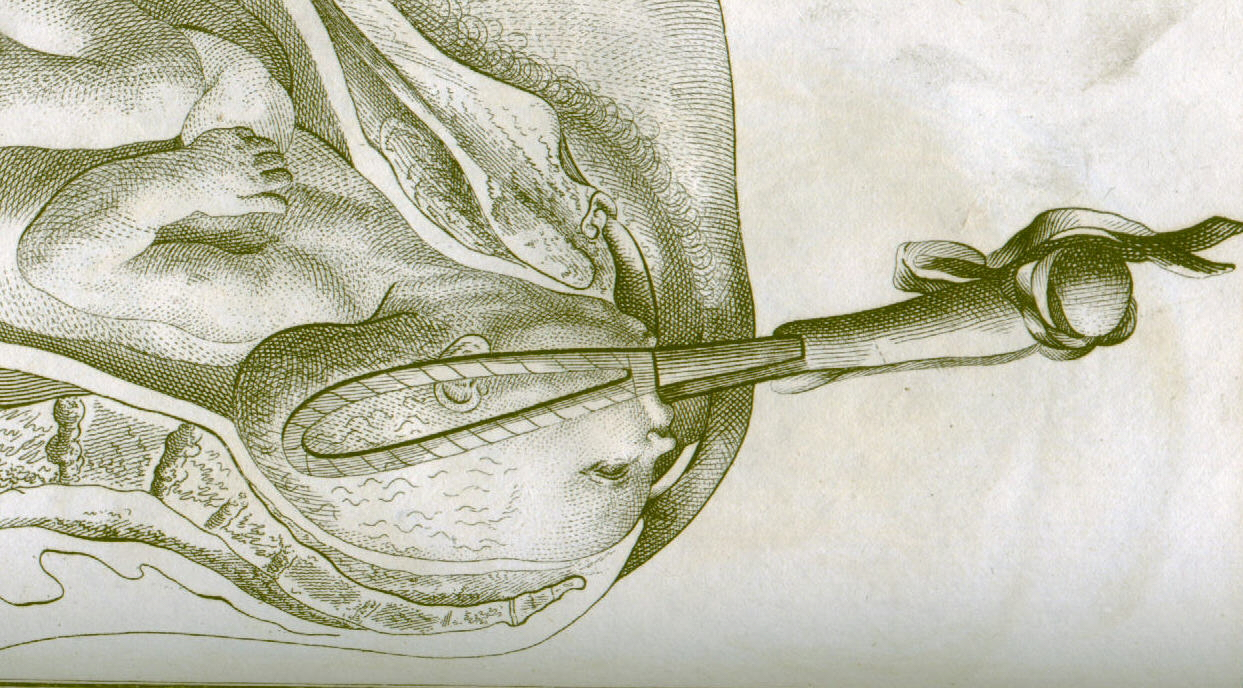
Forceps bei Mentoanteriorer Gesichtslage, nach einer Zeichnung von William Smellie, 1792

Die Gesichtslage ist eine geburtshilfliche Haltungsanomalie des Kindes im Mutterleib. Die physiologische Beugung des kindlichen Kopfes ist ausgeblieben und ist in eine Streckung übergangen, das Gesicht hat die Führung übernommen. Man spricht auch von einer Streck- oder Deflexionshaltung. Befindet sich der Kopf schon im Beckeneingang in Streckhaltung, liegt, nach exakter Definition, eine Einstellungsanomalie vor. Im darauffolgenden Geburtsverlauf wird jedoch von einer Gesichtslage gesprochen.

## Häufigkeit
Die Häufigkeit der Gesichtlage wird mit 1:500 Geburten angegeben.

## Ursache
Kindliche Ursachen können eine ungünstige Kopfform, kindliche Missbildungen (z. B. Anenzephalie) oder ein Kind mit niedrigem Geburtsgewicht sein. 
Mütterliche Ursache kann ein plattes oder männliches Becken sein. Bei Mehrgebärenden kann eine sehr schlaffe Bauchdecke die Ursache sein, da dadurch eine Anteflexion (nach vorne Beugen) der Gebärmutter verursacht werden kann, dadurch verlagert sich auch die kindliche Achse nach vorne und der kindliche Steiß kann sehr weit nach vorne kommen. 
Grund kann auch ein Blasensprung bei einer sehr großen Menge von Fruchtwasser sein (Polyhydramnie), der Kopf kann dabei infolge des im Schwall abgehenden Fruchtwassers in eine Streckung übergehen.

## Einteilung
Mentoanteriore Gesichtslage: Der kindliche Rücken liegt hinten. Der geburtshilfliche wirksame Kopfumfang beträgt 34–35 cm. Der Stemmpunkt (Hypomochlion), bei Austritt des Kopfes, ist der Hals im Kehlkopfbereich. Eine Spontangeburt ist grundsätzlich möglich.
Mentoposteriore Gesichtslage: Der kindliche Rücken liegt vorne. Der geburtshilfliche wirksame Kopfumfang beträgt 34–36 cm. Der Stemmpunkt, bei Austritt des Kopfes, ist der Bereich der großen Fontanelle. Eine weitere Streckung ist nicht möglich, die Geburt muss per Kaiserschnitt beendet werden. Die mentoposteriore Gesichtlage ist sehr selten.

## Diagnostik
Bei der äußeren Untersuchung sind die Herztöne sehr deutlich in Nabelhöhe oder etwas unterhalb zu hören. Beim dritten und vierten Leopold-Handgriff findet sich über dem Kopf des Kindes ein tiefer Einschnitt, unter Umständen kann der Kopf als harte Kugel getastet werden.
Bei der inneren Untersuchung ist das Kinn zu tasten. Ist nur der Mund zu tasten liegt eine Stirnlage vor. Die innere Untersuchung sollte bei Verdacht auf eine Haltungsanomalie sehr vorsichtig und schonend durchgeführt werden (kindliche Verletzungsgefahr). Differentialdiagnostisch ist an eine Beckenendlage zu denken. Der Befund sollte im Zweifel per Ultraschall bestätigt werden. 

## Geburtsverlauf
Der Kopf kann sich bei der Gesichtslage bereits im Beckeneingang in der maximalen Streckung einstellen. Aus den anderen Deflexionslagen (Stirnlage, Vorderhauptslage, Scheitellage) kann sich im Verlauf der Geburt eine Gesichtlage ergeben. Das kindliche Hinterhaupt nähert sich immer mehr der Wirbelsäule, bis zur maximal möglichen Streckung. Die Gesichtlinie (entspricht der Pfeilnaht, eine gedachte Linie von der Stirn über Nase, Mund und Kinn) dreht sich über den entgegengesetzten schrägen Durchmesser. Spätestens auf Beckenboden erreicht der Kopf die maximale Streckung. Es erscheinen nacheinander Kinn, Mund und Nase unter der Symphyse, danach (eine Beugung ist nun wieder möglich) folgen Stirn, Scheitelbereich und Hinterhaupt.

## Komplikationen
Die Eröffnungs- und Austreibungsphase ist stark verzögert. Da sich der Kopf kaum konfigurieren kann, tritt er nur langsam tiefer. Der Damm wird sehr stark gedehnt, dadurch kann es zu mütterlichen Verletzungen kommen. Da das Gesicht nicht optimal abdichtet kann es zu einem Nabelschnurvorfall kommen. Beim Kind kann es zu Hirnblutungen, Tentoriumsrissen und Sauerstoffmangel kommen. In jedem Fall hat das Kind ein sehr stark ausgeprägtes Gesichtsödem, das aber nach 2–3 Tagen nachlässt.

## Therapie und Besonderheiten
Es darf keine Kopfschwartenelektrode gelegt werden. Bei einem Blasensprung muss sofort eine vaginale Untersuchung zum Ausschluss eines Nabelschnurvorfalles durchgeführt werden. Im Falle einer vaginal-operativen Entbindung muss ein Forceps durchgeführt werden, eine Saugglocke ist kontraindiziert. Der Durchtritt des Kopfes kann, wenn möglich, durch den Ritgen-Hinterdammgriff unterstützt werden. In Abhängigkeit von kindlichem und mütterlichem Zustand sollte großzügig die Indikation zum Kaiserschnitt gestellt werden.